# Anomoia okinawaensis
Anomoia okinawaensis är en tvåvingeart som först beskrevs av Tokuichi Shiraki 1968.  Anomoia okinawaensis ingår i släktet Anomoia och familjen borrflugor. Inga underarter finns listade i Catalogue of Life.